# Platyrrhinus ismaeli
Platyrrhinus ismaeli — вид родини листконосові (Phyllostomidae), ссавець ряду лиликоподібні (Vespertilioniformes, seu Chiroptera).

## Середовище проживання
Цей вид нині відомий з обох схилів Анд Колумбії, Еквадорі й Перу, з 1230 до 2950 м.

## Звички
В основному плодоїдний. Лаштує сідала невеликими групами в листяних сплетіннях, дуплах дерев або печерах. У печерах може бути знайдений з іншими видами.

## Загрози та охорона
Живе в крихкій екосистемі на схилах Анд, яка зазнає швидких перетворень задля сільського господарства та інших видів землекористування. Печерам загрожує туризм. Живе в деяких природоохоронних територіях, але вони рідкісні і носять фрагментарний характер.